# HD 76346
HD 76346，又名CP-56 1918，SAO 236368、HR 3549，是一颗恒星，视星等为6.03，位于銀經274.35，銀緯-7.66，其B1900.0坐标为赤經8h 50m 24.3s，赤緯-56° -7.66′ 16″。